# Jarni Amorgaste
Jarni Amorgaste (18 januari 1993) is een Belgisch korfballer. 

## Levensloop
Amorgaste begon met korfbal bij Groen-Wit, waar hij de jeugdteams doorliep. In 2011 sloot hij zich aan bij het Nederlandse Sporting Delta uit Dordrecht. Hij kwam hier in de A1 (jeugd) terecht, vanwege zijn nog jonge leeftijd.
Na 1 jaar in Nederland keerde Amorgaste terug bij Groen-Wit en kwam hier in het eerste team terecht. Hij kreeg meteen een basisplaats. In seizoen 2015-2016 had Borgerhout een kans op de zaaltitel, een prijs die ze voor de laatste keer in 1994 wonnen. In de finale was Boeckenberg echter te sterk met 24-19. In seizoen 2017-2018 stond Amorgaste met Borgerhout in de finale van de Beker van België. Borgerhout zat dicht bij de titel, maar verloor nipt van Voorwaarts met 18-17. In het seizoen erna, 2018-2019 had Borgerhout wederom een kans op de zaaltitel, echter verloor het in de finale van Kwik met 18-14. In seizoen 2021-2022 plaatste Borgerhout zich voor de Belgische zaalfinale. In deze finale was Floriant de tegenstander. Borgerhout verloor de wedstrijd met 19-17, waardoor Amorgaste de titel aan hem voorbij gaan.
Van 2014 t/m 2018 maakte hij daarnaast deel uit van het Belgisch korfbalteam. Zo nam hij onder meer deel aan het Europees kampioenschap van 2014, wereldkampioenschap van 2015, de Wereldspelen 2017 en het Europees kampioenschap 2018.

## Erelijst
- Korfballer van het Jaar, 1x (2018)